# Перша Вашингтонська конференція
Перша Вашингтонська конференція, також відома як конференція Аркадія, була проведена у Вашингтоні з 22 грудня 1941 року до 14 січня 1942 року. Це була перша стратегічна зустріч глав урядів країн Великої Британії і США після того, як Сполучені Штати приєдналися до Другої світової війни. Делегації очолили прем'єр-міністр Великої Британії Вінстон Черчилль і американський президент Франклін Рузвельт.
Хоча Рузвельт мав певний внутрішній тиск із метою зосередити військові операцій США на Японії через напад на Перл-Гарбор два тижні тому, 7 грудня, уряд Сполучених Штатів погодився, що головною метою для виграшу війни була поразка нацистської Німеччини. Оголошенням Гітлером війни Сполученим Штатам 11 грудня 1941 року зробило це рішення прийнятнішим для громадської думки в Сполучених Штатах.
Було також вирішено об'єднати військові ресурси в рамках єдиного командування в Європейському театрі військових дій.